# نيشان خاندان آل عثمان
نيشان خاندان آل عثمان (بالتركية العثمانية: نشانِ خاندانِ آلِ عثمان) هو نيشان من الإمبراطورية العثمانية أسسه السلطان عبد الحميد الثاني في 31 أغسطس 1893. مُنح النيشان لكبار أعضاء العائلة الإمبراطورية ورؤساء الدول الأجنبية من الذكور والإناث. تم منح النيشان في درجة واحدة فقط.

## الوصف
يتألف النيشان من شارة. كانت ميدالية بيضاوية من الذهب، عليها طغراء السلطان عبد الحميد، وكتابات «متكل على عون الله» أعلاه و«ملك الدولة العثمانية» أسفل الطغراء. يحيط بالميدالية المركزية حلقة مطلية بالمينا باللون الأحمر تحمل التواريخ 699 هـ و1311 هـ (1299م، تاريخ تأسيس الدولة العثمانية، و1895م تاريخ تأسيس النظام). يوجد في الجزء السفلي من الرصيعة رذاذ من أوراق الغار مطلية بالمينا البيضاء، وحول الجزء العلوي قوس من المينا البيضاء، يعلوه هلال مطلي بالمينا البيضاء ونجم معلق. يمكن ارتداء الشارة إما من ياقة مكونة من لوحات مطلية باللون الأحمر تحمل أهلة ونجوم بيضاء، أو من شريط قوس عريض من خطوط قطرية حمراء وبيضاء، مع سلسلة ذهبية قصيرة مطلية بالمينا تشبه الياقة حول مركز الشريط. كان يجب ارتداء القوس الشريط فقط عندما لا يتم ارتداء شرائط أو أوشحة من نياشين أخرى في وقت واحد.

## المستلمون

### المستلمون العثمانيون
- أحمد توفيق باشا[4]
- عبد المجيد الثاني

### المستلمون الأجانب
- إدوارد السابع[2]
- عباس الثاني ملك مصر[2]